# Amauta ambatensis
Amauta ambatensis is een vlinder uit de familie Castniidae. De wetenschappelijke naam van de soort is, als Castnia ambatensis, in 1917 door Constant Vincent Houlbert gepubliceerd.
De soort komt voor in het Neotropisch gebied.